# МФ-3
«МФ-3» (аббревиатура от «МегаФорс-3») — российская рэп-группа из Москвы, образованная в 1992 году вокалистом Кристианом Рэем, клавишником Андреем Грозным и бас-гитаристом Андреем Шлыковым. Автором текстов песен был Кристиан Рэй, а за музыку отвечал Андрей Грозный.
21 апреля 1993 года группа «МФ-3» впервые вышла на сцену с песней «Делай БЭП» на сборном концерте «Рок в поддержку президента». 24 июля 1993 года с этой же песней группа заняла первое место на первом Московском международном музыкальном фестивале «Поколение-93». В мае 1995 года вышел дебютный альбом «Вечеринка в стиле БЭП». Широкую известность получили такие композиции, как «Делай БЭП», «Круг луны, знак любви» (дуэт с Кристиной Орбакайте) и «Наше поколение», ставшее «гимном поколения 90-х». В 1996 году группа «МФ-3» стала лауреатом Национальной Российской музыкальной премии «Овация». В 1997 году был выпущен второй альбом — «Жар». В 1997 году Кристиан Рэй уволил концертного директора Андрея Шлыкова, перестал работать с Андреем Грозным и продолжил работать как сольный исполнитель, выпустив три альбома: «Альфа» (1999), «Город Солнца» (2001) и «Ночь на Рождество» (2003).

## История
В 1985 году Кристиан Рэй (настоящее имя — Руслан Умберто Флорес), будучи учеником старших классов, научился танцевать брейк-данс на дискотеках в молочном кафе «У фонтана» (в просторечье — «Молоко»). Вошёл в круг брейкеров, в числе которых были Владимир Пресняков (младший), Александр Нуждин и Константин Михайлов. Своё умение танцевать брейк они практиковали на Арбате.
В 1991 году 22-летний Рэй поступил в джазовую студию «Москворечье», где серьёзно занимался джазом и классической гитарой. Затем его пригласили к себе участники группы «Квартал» в качестве бэк-вокалиста и танцора. В итоге певец поучаствовал в записи двух треков для альбома «Всё земное стало странным» (1991) и несколько раз выступил вместе с коллективом на сцене. 1 декабря 1991 года на вечеринке после концерта-акции «ВИD-АнтиСПИД. Музыка против спида» в СКК «Олимпийский» Рэй познакомился с Николаем Смолиным, владельцем студии звукозаписи «Петростудио», который пригласил его записаться на своей студии. Придя домой, Рэй написал первый в своей жизни текст песни под названием «Всё просто», но, когда он пришёл на студию, звукорежиссёры не могли подобрать необходимую для неё музыку, поскольку Рэй хотел создать музыку в стиле нью-джек-свинг (современный ритм-н-блюз/поп/хип-хоп).
В 1992 году Рэй решил начать сольную карьеру и стал искать аранжировщика. Через знакомого танцора Рэй познакомился с клавишником Андреем Грозным, который играл в составе джаз-коллектива в ночном ресторане «День и ночь». Рэй показал Грозному несколько своих аудиокассет в качестве примера, под какую музыку он хотел бы петь. Это были записи в стиле современного ритм-н-блюза (Майкл Джексон, Принс, Теренс Трент Д’Арби, Бобби Браун, Куин Латифа, Blackstreet). Поняв, в каком направлении нужно двигаться, Грозный начал сочинять музыку с помощью своего синтезатора Ensoniq TS-10. Репетиции проходили днём в съёмной двухкомнатной квартире на Ленинском проспекте, а вечером Рэй отвозил клавишника в ресторан на собственном автомобиле Иж-2125 «Ко́мби» и забирал его с работы в четыре часа утра. Спустя некоторое время Грозный убедил Рэя в том, что им нужен менеджер и предложил взять в команду своего друга Андрея Шлыкова, который играл на бас-гитаре в том же ресторане и имел необходимые на тот момент деньги для раскрутки проекта. Таким образом была создана рэп-группа «МФ-3», название которой расшифровывается как «МегаФорс-3» (Mega Force-3), поскольку в первом составе было три человека: вокалист и рэп-исполнитель Кристиан Рэй, танцоры Владислав «Икс» Гри́днев и Александра «Бэйби» Никитина (Гри́днева). Первые две-три песни были записаны на студии звукозаписи «Петростудио». Среди них была песня «Девушка моей мечты», которая на альбоме была представлена в виде ремикса. Александр Кутиков из группы «Машина времени» научил Рэя петь на русском языке, поскольку у него было западное музыкальное влияние и он всё время пел на английском.
В 1993 году Рэй придумал стиль «бэп» (смесь двух стилей — брейк и рэп), который он воспел в песне «Делай БЭП». Первое выступление группы состоялось на Васильевском спуске на сборном концерте «Рок в поддержку президента» 21 апреля 1993 года. Группа вышла на сцену с песней «Делай БЭП». Второе выступление с этой же песней состоялось на первом Московском международном музыкальном фестивале «Поколение-93» 22 июля 1993 года, где в итоге группа «МФ-3» заняла первое место и получила право на бесплатную съёмку видеоклипа. Осенью композиция «Делай БЭП» попала в ротацию радио «Максимум», а в декабре на неё был снят видеоклип (режиссёр: Евгений Сердюковский, оператор: Максим Осадчий). С песней «Делай БЭП» группа появилась в новогодней телепередаче «У Ксюши» на канале РТР.
В сентябре 1993 года Рэй написал вместе с Грозным песню «Круг луны, знак любви», которая им показалась дуэтной. Вокалист группы «Рондо», Александр Иванов, посоветовал Рэю спеть дуэтом с начинающей на тот момент певицей Кристиной Орбакайте. Композиция была записана на студии у Аллы Пугачёвой при участии гитаристов Валерия Долгина и Баглана Садвакасова из группы А’Студио. 30 ноября Рэй выступил с Орбакайте в павильоне «Мосфильма» на съёмках Новогоднего «Огонька» «1-го канала Останкино», который вышел в эфир в первую новогоднюю ночь.
Осенью 1993 года в группу «МФ-3» был объявлен набор танцоров. Репетиции танцев проходили в зале МГУ пять дней в неделю по три часа в день. Команда репетировала под три песни полгода. Всю хореографию Рэй ставил лично, он же их тренировал, принимал в коллектив и выгонял. В постановке танцев Рэй ориентировался на танцевальный коллектив Джанет Джексон. Группа практиковала свои выступления на дискотеке Jump в УСЗ «Дружба» в «Лужниках» на музыкальном шоу-проекте «Игорь’С Поп-шоу». Таким образом в команде появились танцоры брейк-данса Михаил «Майк» Власов и Илья «Пинчер» Грылёв (ex-D.M.J.). Своё умение танцевать они продемонстрировали в видеоклипе на композицию «Делай БЭП». Позже к ним присоединился Андрей «Киля» Кильдеев. Осенью 1994 года продюсер и концертный директор группы, Андрей Шлыков, решил сократить кадры, уволив Майка. После гастролей в Петрозаводске команду покинули Пинчер и Киля.
Осенью 1994 года была придумана последняя композиция для альбома — «Наше поколение». Грозный пришёл домой к Рэю и напел ему мелодию из припева, которую Рэй счёл «банальной», но Грозный убедил его, что песня будет успешной, и они стали работать над ней. Текст песни написал Рэй. Песня была записана на студии MMS 8 октября 1994 года. Видеоклип на неё был снят в декабре в пяти локациях: в павильоне, на крыше ГУМа, во дворе гостиницы «Славянская», на крыше ТЭЦ и напротив Кремлёвской стены. На телеэкранах клип появился в 1995 году.
4 апреля 1995 года фирма грамзаписи ZeKo Records выпустила дебютный альбом «Вечеринка в стиле БЭП» на компакт-дисках и аудиокассетах. В альбом вошло десять песен, записанных в жанрах нью-джек-свинг («Делай БЭП», «Вечеринка МФ-3», «Summertime», «Круг луны, знак любви», «Наше поколение», «Полёт», «Тёмная ночь»), техно («Поцелуй») и современный ритм-н-блюз («Девушка моей мечты (ремикс)», «Стой!»). Материал был записан на студиях MS MAX, SBI Records, «Петростудио», «Алла» и MMS в период с 1993 по 1995 год. Аранжировки всех песен придумал Андрей Грозный, а тексты написал Кристиан Рэй. В «Вечеринке МФ-3» рэп исполнили танцоры брейк-данса Михаил «Майк» Власов и Илья «Пинчер» Грылёв. В «Наше» приняли участие рэперы Мистер Малой, MD & C Павлов, Джимми Джи и Ю-Ла. «Круг луны, знак любви» записана дуэтом с Кристиной Орбакайте.
Весной 1995 года в группу «МФ-3» были взяты новые танцоры брейк-данса: Сергей «Джефф» Ткаченко, Алексей «Литл» Чистяков и Анастасия «Настя». Летом был снят видеоклип на песню «Тёмная ночь», в котором роль девушки Рэя исполнила начинающая певица Ольга Орлова. Певица также много времени проводила на гастролях вместе с группой, а позже стала солисткой новой поп-группы «Блестящие», основанной создателями группы «МФ-3» весной 1996 года. 15 и 16 июля группа «МФ-3» приняла участие в самарском турнире по стритболу, где в итоге заняла 3 место. В августе у группы были гастроли в городах Элиста (12), Анапа (17), Геленджик (18) и Караганда (25-26). В сентябре лидер группы MF-3 Кристиан Рэй приобрёл студию звукозаписи, которая обошлась ему в сумму «чуть больше 30 тысяч долларов». 2 декабря группа «МФ-3» выступила на акции «Звёзды против СПИДа» на стадионе им. Ленина в Санкт-Петербурге.
Весной 1996 года композиция «Наше поколение» была отобрана для рекламы предвыборной кампании Бориса Ельцина во время президентских выборов в России 1996 года. Также вышел видеоклип на новую версию песни «Стой» с будущего альбома. В этом же году Кристиан Рэй принял участие в написании текстов для дебютного альбома поп-группы «Блестящие», «Там, только там», который вышел на ZeKo Records 11 апреля 1997 года. 4 июля группа выступила на Международном музыкальном фестивале в Зелёном театре парка Горького. 31 августа группа исполнила песню «Наше поколение» на фестивале «Танцующий город» в парке Горького. 5 сентября группа выступила на закрытии фестиваля «Табу-Мама Африка» в Московском дворце молодёжи. 16 сентября группа «МФ-3» выступила перед Майклом Джексоном во время его второго визита в Москву. Концерт прошёл на стадионе «ЦСКА», где проходил фестиваль «Надежда» для полторы тысячи сирот из интернатов и детских домов.
12 мая 1997 года Кристиан Рэй объявил в прессе об увольнении концертного директора группы «МФ-3», Андрея Шлыкова, поскольку последний стал меньше уделять времени группе, в то время как у его подопечных, группы «Блестящие», было очень много гастролей и концертов. В связи с этим на фирме ZeKo Records был отложен выход нового альбома Кристиана и группы «МФ-3» «Жар». 22 мая фирма грамзаписи ZeKo Records выпустила второй альбом «Жар» на компакт-дисках и аудиокассетах. В альбом вошло десять песен, записанных в жанрах нью-джек-свинг («О-Э-О», «Тихий вечер», «Город», «Страх»), фанк («Дикая кошка»), поп-рок («Человек без лица») и современный ритм-н-блюз («Стой!», «Тёплая весна», «Для тебя», «Звук дождя»). Материал был записан на студии Алексея Гарнизова в период с 1996 по 1997 год. Аранжировки всех песен придумал Андрей Грозный, а тексты написал Кристиан Рэй. Музыку к альбому создали Грозный и Рэй. «Звук дождя» записана дуэтом с Ольгой Орловой. 13 сентября группа «МФ-3» выступила на гала-концерте в рамках акции «Бросай курить» в санкт-петербургском СКК «Юбилейный». Во время гастролей бас-гитарист группы Илья Спицин познакомился с Ларисой Долиной и впоследствии стал её мужем.
В 1998 году Кристиан Рэй перестал работать с Андреем Грозным. Название «МФ-3» исчезло из названия группы, а Рэй продолжил работать как сольный исполнитель с танцорами группы. Рэй записал третий альбом под названием «Альфа». В студии певец работал вместе с группой «Эго» и поэтом Константином Арсеневым. Записал ремейк песни «Для тебя», осенью записал композицию «Город солнца», а песня «Флаги» звучала в рекламном ролике шампуня Head & Shoulders. В феврале 1999 года был выпущен макси-сингл «Альфа», презентованный на фестивале Head & Shoulders Menthol Music. А сам альбом с одноимённым названием вышел ограниченным тиражом.
В 1999 году Кристиан Рэй ушёл в Московскую церковь Христа, познакомился в Лос-Анджелесе со своей будущей женой Дебби де Флорес и через год женился на ней. Выпустил три музыкальных альбома: «Альфа» (1999), «Город Солнца» (2001), «Ночь на Рождество» (2003). Три года жил в Латинской Америке, объездив в общей сложности девять стран. Занимался благотворительностью и активно выступал с лекциями о бедности в университетах и на конференциях. В 2004 году поселился в Лос-Анджелесе, основав там продакшн-компанию Hollywood World Studios. Воспитывает трёх дочерей: Виолетта (2002), Изабелла (2004) и Диана (1995), которая появилась на свет от гражданского брака с московской тусовщицей Марией Тишковой, с которой он прожил два года.

## Состав
- Андрей Грозный (род. 31 мая 1968 года, Москва) — музыка и аранжировки, продюсер (1992—1997)[6]
- Андрей Шлыков (род. 15 июня 1966 года, Москва) — менеджер, концертный директор, продюсер (1992—1997)[6][11]
- Кристиан Рэй (настоящее имя — Руслан Умберто Флорес[13]; род. 15 марта 1969 года, Москва[8]) — вокал, рэп-исполнитель, автор слов (1992—1997)[6]
- Владислав «Икс» Гри́днев (род. 9 декабря 1969 года, Москва[8]) — танцор, рэп-исполнитель под фонограмму (1992—1997)[6][31]
- Александра «Бэйби» Никитина (Гри́днева) (род. 30 сентября 1974 года, Москва[8]) — танцор (1992—1997)[6]
- Михаил «Майк» Власов — танцор брейк-данса (осень 1993—осень 1994)[6][31]
- Илья «Пинчер» Грылёв (ex-D.M.J.) (род. 15 апреля 1972 года, Москва) — танцор брейк-данса (осень 1993—осень 1994)[6][31]
- Андрей «Киля» Кильдеев — танцор брейк-данса (осень 1993—осень 1994)[6][31]
- Сергей «Джефф» Ткаченко (умер 29 января 2017 года[55]) — танцор (1995—1997)[36][37]
- Алексей «Литл» Чистяков — танцор (1995—1997)[36][37]
- Анастасия «Настя» — танцор (1995—1997)[36]
- Валерий Долгин — гитарист (1992—1995)[56]
- Илья Спицин — бас-гитарист (1996—1997)[3]

## Критика
В августе 1997 года обозреватель музыкальной газеты «Живой звук», Илья Кормильцев, оценил альбом «Жар» на две звезды из пяти и назвал его содержимое «танцевальной музыкой докислотного пошиба», в которой Кристиан Рэй копирует образ Майкла Джексона.

### Ретроспектива
В 2008 году редактор журнала «Атмосфера», Виталий Бродский, упомянул о группе МФ-3 как о «заметном явлении музыкальной России девяностых».

### Рейтинги
В декабре 1995 года видеоклип на песню «Наше» попал в «Хит-парад лучших клипов» газеты «Музыкальная правда».
В 2011 году журнал «Афиша» поместил песню «Наше поколение» в список «99 русских поп-хитов за последние 20 лет: 1991-2011», назвав её «гимном поколения 90-х».
В 2021 году музыкальный журналист Александр Горбачёв поместил песню «Наше поколение» в свою книгу «Не надо стесняться. История постсоветской поп-музыки в 169 песнях. 1991—2021».

## Награды
24 июля 1993 года группа «МФ-3» победила на первом Московском международном музыкальном фестивале «Поколение-93» и тем самым получила право на бесплатную съёмку видеоклипа на песню «Делай БЭП».
23 мая 1996 года группа «МФ-3» стала лауреатом в номинации «Самый стильный и экстравагантный образ на эстрадной сцене» на четвёртой официальной церемонии вручения Национальной Российской музыкальной премии «Овация» за 1995 год.

## Дискография
Студийные альбомы
- 1995: Вечеринка в стиле БЭП
- 1997: Жар

Чарты и ротации
В октябре-ноябре 1993 года песня «Делай БЭП» находилась в хит-параде «Чёртова дюжина капитана Фанни» по результатам ротации в передаче «Танцевальная академия», которую вёл Владимир «DJ Фонарь» Фонарёв на радио «Максимум». Результат был опубликован в журнале Bravo.
По данным интернет-проекта Moskva.FM, четыре песни группы «МФ-3» были в ротации нескольких российских радиостанций с 2008 по 2015 год: «Делай БЭП», «Тёмная ночь», «Круг луны, знак любви» и «Наше поколение». При этом песня «Наше поколение» является самым популярным треком группы на радио, который за семь лет с 2008 по 2015 год прослушали 200 тысяч раз, а второй по популярности трек «Делай БЭП» — прослушали 53 тысячи раз.

## Видео
- «Круг луны, знак любви» (дуэт с Кристиной Орбакайте) (режиссёр: Юрий Грымов) (1994)[8]
- «Делай БЭП» (режиссёр: Евгений Сердюковский, оператор: Максим Осадчий[6]) (1994)
- «Наше поколение» (режиссёр: Роман Прыгунов, оператор: Владислав Опельянц[6]) (1995)
- «Тёмная ночь» (режиссёр: Максим Осадчий) (1995)
- «Стой» (1996)
- «Тихий вечер» (1997)